# Attentatet i London i mars 2017
Attentatet i London i mars 2017 (engelska: 2017 Westminster attack) inträffade den 22 mars 2017 på Westminster Bridge, i Parliament Square och i närheten av Westminsterpalatset i centrala London. En gärningsperson körde en Hyundai mot en folksamling i närheten av palatsgrindarna och knivhögg sedan en polis. Fem personer – två män och en kvinna gående på bron, polisen och gärningspersonen – bekräftades döda. En sjätte person, en kvinna, räddades efter att ha fallit från bron i Themsen, men avled senare av sina skador.

## Gärningsperson
Gärningspersonen identifierades som Khalid Masood, en 52-årig man från Kent, som tidigare var känd av polisen för vapen- och våldsbrott samt förekommit i periferin av radikala islamistiska organisationer.
Masood arbetade 2005-2009 som lärare i Saudiarabien varvid han konverterade till islam. Det misstänktes att Masood radikaliserades under sina vistelser i Saudiarabien samt under sina fängelsevistelser.
Masood gjorde en rekognoseringsresa till London fyra dagar före sitt attentat.
Säkerhetstjänsten hittade ett WhatsApp meddelande som sänts av Masood kort före attacken. I det meddelandet skrev Masood att han utförde jihad som vedergällning för Västerns militära inblandning i muslimska länder.

## Offer

### Dödsoffer
- Keith Palmer, en obeväpnad brittisk polis som vaktade Houses of Parliament[6]
- Kurt Cochran, turist ifrån USA[6]
- Andrea Cristea, 31-årig turist ifrån Rumänien.[6] Hennes partner som sårades i attentatet hade tänkt fria under deras resa till London.[7]
- Ausha Frade, 44 årig tvåbarnsmor ifrån Storbritannien som var på väg att hämta sina barn från skolan.[6][8]
- Leslie Rhodes, 75 år ifrån Clapham.[6]